# ميشيل هاين
ميشيل هاين (بالفرنسية: Michel Heine)‏ هو مصرفي فرنسي، ولد في 19 أبريل 1819 في بوردو في فرنسا، وتوفي في 10 نوفمبر 1904 في باريس في فرنسا.